# アニメひみつの花園
『アニメ ひみつの花園』（アニメひみつのはなぞの）は、NHK総合で放送されたアニメ作品。放送期間は1991年4月19日 から1992年3月27日で全39話。また好評を博した金曜ゴールデンタイム枠でのアニメ作品（現：NHK Eテレ 土曜17:35枠）は本作をもって最後となり、次回作からは時代劇となり、アニメ枠は火曜ゴールデン枠へ移行した。

## 概要
フランシス・ホジソン・バーネットの同名の小説が原作で、1991年に学習研究社（現学研ホールディングス）より刊行された大島かおり訳の「秘密の花園 改訂新版」（ISBN 4-05-105660-0）を底本とする。
アニメ版は当初、1991年4月5日に放送開始予定だったが、3月29日に最終回が予定されていた前番組『ふしぎの海のナディア』が2週に渡りNHKスペシャルの放送が割り込んでしまったため、3週遅れの19日に放送開始となった。

## 登場人物

### 主要登場人物
メアリー
声 - 冨永みーな
本作品の主人公。年齢は9歳。フルネームはメアリー・レノックス。英領インドで生まれ育つ。
両親に放任される一方、使用人に甘やかされて育ったため、わがままで勝気なくせに自分の身の回りのことすらできなかった。
コレラで両親を失い、伯父の屋敷のあるムアに来ても始めは孤独だったが、自然と触れ合い、ディコンやその家族と親しくなったことで次第に明朗快活な性格に変わっていく。少々勝気な性分は相変わらずだが、それも物語中盤で役立つことになる。
ひょんなことから屋敷の中にある花園の存在を知り、蘇らせることを決意。それが自身のみならず、周囲の人々の運命を大きく変えていく。
ディコン
声 - 田中真弓
ミセルスウェイト荘園の牧童の少年。明るく気だてのいい性格で、（動物も含め）誰ともすぐ仲良くなれる。
ムアの動植物に詳しく、地元の住民で彼を知らない者はいないらしい。
始めこそメアリーに警戒されていたが、やがて彼女にとって最初の友人になり、行動を共にする。
コリン
声 - 高山みなみ
クレイヴンの一人息子で、メアリーの従兄弟にあたる少年。
母親の命と引き換えに生まれ、自身も病弱で歩くこともできず、屋敷の奥の部屋で孤独に暮らしている。そのため、性格は初期のメアリー同様わがままでひねくれている。しかし、メアリーと衝突を続けるうちに少しずつ変わっていき、やがてメアリーやディコンと協力して母の花園を復活させることになる。

### その他の登場人物
アーチボルト・クレイヴン
声 - 阪脩
ミセルスウェイト荘園の領主でメアリーの伯父。事業家でもあり、ロンドンと屋敷を往復する生活をしている。
10年前最愛の妻を失ったのが元で、仕事人間になってしまった。
ピッチャー
声 - 立木文彦
クレイヴン邸の執事。
クレイヴンと共にロンドンにいることが多い。
メドロック
声 - 太田淑子
クレイヴン屋敷の女中頭。
未亡人で子供はいない。太めの中年女性。辛辣な性格。メアリーの監督も任されているが、正直な所その仕事を嫌がっている。スーザンを気に入っている。
スーザン
声 - 青木和代
ディコンとマーサの母。過去にクレイヴン邸のメイドとして雇われていた。
明るくおおらかな性格で、二人の実子のみならずメアリーにも多大な影響を与える。
マーサ
声 - 坂本千夏
クレイヴン屋敷のメイドで、メアリーの小間使い。
実家は非常に貧しく、兄妹が11人もいる。思ったことをすぐ口にする所があるが、これが却ってメアリーの自立心を養うことになる。
実はディコンの姉で、弟同様次第にメアリーと仲良くなる。
ベン・ウェザースタフ
声 - 宮川洋一
クレイヴン邸の庭番の老人。
鳥好き。メアリーと似ていて、気難しい性格。
ヘレン・マッコイ
声 - 勝生真沙子
メアリーの家庭教師。
カミーラ
声 - 平野文
ムアに一人で住んでいるジプシーの女性。
村人からは忌避されているが、優しい性格で、メアリー達と仲良くなる。
サム
声 - 佐藤政道
クレイヴン邸の馭者。
ジム
声 - 高乃麗
バニー
声 - 亀井芳子
トム
声 - 中嶋聡彦
クレイヴン邸の使用人。高所恐怖症。劇中で高所作業をサムにお願いする。
ハンナ
声 - 高乃麗
クレイヴン邸のメイド。
主に炊事を担当している。メアリーやコリンの食事から、パティの餌の世話までこなす。
ヘンリー
声 - 納谷六朗
村で診療所を開いている医者。アーチボルトとは従兄弟の関係にある。
ナタリー
声 - 中沢みどり
コリン専属の看護婦。
マーサと共にコリンの身の回りの世話もしている。
ビリー
声 - 中田譲治
ミセルスウェイト荘園で密猟をしていた流れ者。
密猟者がいることに気づいたアーチボルトに見つかるが、メアリーとディコンに助けられる。ヨークに重いリウマチにかかった母がいる。
パティ
声 - 高山みなみ
メアリーがインドから連れてきたペットのネコ。
作品のマスコット的存在。
ナレーション
声 - 宗形智子

## スタッフ
- 監督 - 小華和ためお
- キャラクターデザイン - 窪秀巳
- 総作画監督 - 鈴木大司
- 音楽 - 田中公平
- プロデューサー - 金子泰生、松浦まさこ
- アニメーション制作 - 学研、アウベック
- 共同制作 - NHKエンタープライズ、総合ビジョン
- 制作著作 - NHK

## 主題歌・イメージソング

### オープニングテーマ
「逆転タイフーン」
作詞 - 及川眠子 / 作曲 - 松本俊明 / 編曲 - 鷺巣詩郎 / 歌 - 早坂好恵
「よしえチャチャチャ」の部分はアニメ用に「メアリーチャチャチャ」に差し替えられている。

### エンディングテーマ
「はらほろひれはれ」
作詞 - 及川眠子 / 作曲 - 松本俊明 / 編曲 - 鷺巣詩郎 / 歌 - 早坂好恵

### イメージソング
予告編終了後の、イギリスの風景を映像で紹介するコーナーで用いられた。
「君に逢いたかった」
作詞 - 秋元康 / 作曲 - 鶴久政治 / 編曲 - 瀬尾一三 / 歌 - マサハル
「思い出がいっぱい」
作詞・作曲・編曲 - 高橋研 / 歌 - 加藤いづみ
「ワルツ」
作詞 - 田口祐司 / 作曲 - 松岡モトキ / 編曲・歌 - BL.WALTZ
「みんな誰かを愛してる」
作詞・歌 - 羽野晶紀 / 作曲 - 関口誠人 / 編曲 - 井上鑑

## 各話リスト
| 話数   | 放映日         | サブタイトル                 | 脚本       | 絵コンテ     | 演出         | 作画監督          |
| ------ | -------------- | ---------------------------- | ---------- | ------------ | ------------ | ----------------- |
| 第1回  | 1991年 4月19日 | つむじまがりのメアリー       | 久貴千彩子 | うえだしげる | うえだしげる | 宇都木勇          |
| 第2回  | 4月26日        | こんなとこイヤだ!            | 梅野かおる | 則座誠       | 則座誠       | 松下佳弘          |
| 第3回  | 5月10日        | だれかが泣いている           | 西村孝史   | 南波千浪     | 南波千浪     | 村中博美          |
| 第4回  | 5月17日        | 塀の向こうに何がある         | 梅野かおる | うえだしげる | うえだしげる | 兵頭敬            |
| 第5回  | 5月24日        | ホントになったらどうするの?  | 梅野かおる | 則座誠       | 則座誠       | 宇都木勇          |
| 第6回  | 5月31日        | どうして教えてくれないの     | 久貴千彩子 | 牛草健       | 牛草健       | 松下佳弘          |
| 第7回  | 6月14日        | カミーラの予言               | 久貴千彩子 | 南波千浪     | 南波千浪     | 村中博美          |
| 第8回  | 6月21日        | 星に願いを…                  | 西村孝史   | 則座誠       | 則座誠       | 窪秀巳            |
| 第9回  | 7月5日         | 開かずの扉                   | 梅野かおる | 小華和ためお | 岡田聡       | 兵頭敬            |
| 第10回 | 7月12日        | 地面を少しください           | 梅野かおる | 南波千浪     | 南波千浪     | 宇都木勇          |
| 第11回 | 7月19日        | またウソついちゃった         | 梅野かおる | 牛草健       | 牛草健       | 窪秀巳            |
| 第12回 | 7月26日        | 帰ってなんかやるもんか       | 西村孝史   | 小華和ためお | 岡田聡       | 村中博美          |
| 第13回 | 8月2日         | 行くとこなくなっちゃった     | 西村孝史   | 南波千浪     | 南波千浪     | 宇都木勇          |
| 第14回 | 9月6日         | お庭を盗んじゃったの         | 西村孝史   | うえだしげる | 窪秀巳       | 窪秀巳            |
| 第15回 | 9月13日        | 夢ではないといいのにね       | 西村孝史   | 窪秀巳       | 牛草健       | 村中博美          |
| 第16回 | 9月20日        | おやしきのラージャ           | 梅野かおる | 吉田俊司     | 吉田俊司     | 兵頭敬            |
| 第17回 | 9月27日        | あたし、とっても忙しいの     | 西村孝史   | 鹿島典夫     | 林正実       | 高岡希一          |
| 第18回 | 10月4日        | せっかく教えてあげたのに     | 西村孝史   | うえだしげる | うえだしげる | 宇都木勇          |
| 第19回 | 10月11日       | 犯人はヘンリー先生?          | 西村孝史   | 林正実       | 林正実       | 高岡希一          |
| 第20回 | 10月18日       | 動物たちがやってきた         | 西村孝史   | 太田博光     | 岡田聡       | 村中博美 宇都木勇 |
| 第21回 | 10月25日       | 寝ないで待っていたのにね     | 久貴千彩子 | 吉田俊司     | 吉田俊司     | 兵頭敬            |
| 第22回 | 11月1日        | お庭に行こうよ               | 久貴千彩子 | 小華和ためお | 林正実       | 高岡希一          |
| 第23回 | 11月8日        | せっかくうまくいったのに     | 久貴千彩子 | 南波千浪     | 南波千浪     | 村中博美 宇都木勇 |
| 第24回 | 11月15日       | 聞こえてきたの、暖炉から     | 梅野かおる | 小華和ためお | 林正実       | 高岡希一          |
| 第25回 | 11月22日       | 手紙を食べちゃったの         | 梅野かおる | 吉田俊司     | 吉田俊司     | 宇都木勇          |
| 第26回 | 11月29日       | わがままコリン               | 小林悦子   | うえだしげる | うえだしげる | 村中博美 宇都木勇 |
| 第27回 | 12月20日       | ホントに嵐が来ちゃったの     | 梅野かおる | 小華和ためお | 岡田聡       | 宇都木勇          |
| 第28回 | 1992年 1月10日 | どうして救けてくれないの     | 梅野かおる | 吉田俊司     | 吉田俊司     | 兵頭敬            |
| 第29回 | 1月17日        | どうして魔女なのカミーラが?  | 久貴千彩子 | 南波千浪     | 南波千浪     | 宇都木勇 村中博美 |
| 第30回 | 1月24日        | みんなを逃がしてやらなくちゃ | 梅野かおる | うえだしげる | 林正実       | 高岡希一          |
| 第31回 | 1月31日        | 君と二人で居たいんだ         | 梅野かおる | さわきゆうこ | 岡田聡       | 保田康治          |
| 第32回 | 2月7日         | ヤキモチってなあに?          | 西村孝史   | 吉田俊司     | 吉田俊司     | 村中博美          |
| 第33回 | 2月14日        | ディコン、許してくれるかい?  | 西村孝史   | 南波千浪     | 南波千浪     | 宇都木勇          |
| 第34回 | 2月21日        | 不吉な予言                   | 梅野かおる | うえだしげる | 林正実       | 高岡希一          |
| 第35回 | 2月28日        | ロンドンに行こう             | 梅野かおる | 真野玲       | 藤谷和宏     | 古田詔治          |
| 第36回 | 3月6日         | こんなに広いのロンドンは?    | 梅野かおる | 小華和ためお | 岡田聡       | 鈴木大司          |
| 第37回 | 3月13日        | ホーキンスはどこだ?          | 梅野かおる | うえだしげる | うえだしげる | 村中博美 兵頭敬   |
| 第38回 | 3月20日        | ひみつの庭よさようなら       | 梅野かおる | 南波千浪     | 南波千浪     | 宇都木勇          |
| 第39回 | 3月27日        | 魔法                         | 梅野かおる | 小華和ためお | 吉田俊司     | 鈴木大司          |

放送休止
- 1991年5月3日：憲法記念日特集「長時間討論 憲法と日本の進路～いま9条をどう考えるか」
- 1991年6月7日：NHKスペシャル「救え!かけがえのない地球“日本改造・温暖化防止への道”」
- 1991年6月28日：NHKスペシャル「連続討論 政治改革 第3回・政治をどう変えるか」
- 1991年8月9日：クイズ難問即答「夏の甲子園全国高校野球選手権大会」
- 1991年8月16日：ハワイ島・皆既日食を追え!
- 1991年8月23日：『のんのんばあとオレ』（最終回）
- 1991年8月30日：アイデア対決・ロボットコンテスト「白熱!日米英独4大学頭脳の戦い」
- 1991年12月6日：NHKスペシャル「あなたをもっと知りたい～日米衛星市民討論」
- 1991年12月13日：1991年NHK杯国際フィギュアスケート競技大会
- 1991年12月27日：国際共同制作「わがまま天才・モーツァルト 第二部」
- 1992年1月3日：'92新春オリンピックスペシャル「人は極限をめざす」

## メディア展開
- 2006年3月、ジェネオンエンタテインメントよりDVD-BOXが発売された。